# Jardin des plantes de La Rochelle
Le jardin des plantes de La Rochelle est un jardin des plantes situé à côté du Muséum d'histoire naturelle de La Rochelle.

## Historique
En 1629, le collège royal des Jésuites acquiert auprès du futur duc de Saint-Simon une partie de l'actuel jardin des plantes afin de le relier au collège par un passage souterrain voûté.
Un hôtel est construit à l'emplacement de l'ancien jardin des Jésuites pour Jouin de la Tremblay, entre 1708 et 1718, sur les plans de Claude Masse. En 1775, la ville fait construire deux ailes, une au sud accolée à l'aile gauche de l'hôtel existant, sur le jardin du collège royal, l'autre au nord du jardin pour les dépendances et les écuries par Nicolas Marie Potain, architecte du roi, et Julien Nassivet, architecte de la ville de la Rochelle, qui avait succédé à son père, Gilles Nassivet.
Quand Napoléon Ier passe à La Rochelle, en 1808, il donne à la ville les deux ailes pour y installer la bibliothèque publique. L'aile gauche de l'hôtel est réaménagée en 1832 pour y installer les collections d'histoire naturelle données en 1782 à l'Académie des belles-lettres, sciences et arts de La Rochelle par  Clément de la Faille qui devient le « muséum Lafaille », qui devient le Muséum d'histoire naturelle de La Rochelle. Le jardin est alors aménagé en jardin botanique.
Le palais épiscopal est racheté par la ville en 1910 pour permettre l'extension des musées et du jardin botanique. L'aile droite est prolongée en 1914 jusqu'à la rue Albert-Ier, le long de la rue Alcide-d'Orbigny.
Un dolmen, provenant de La Jarne, a été remonté dans le jardin des plantes.
Le muséum a rouvert le 27 octobre 2007 après dix ans de travaux, ayant permis notamment de réaménager le jardin.

## Galerie

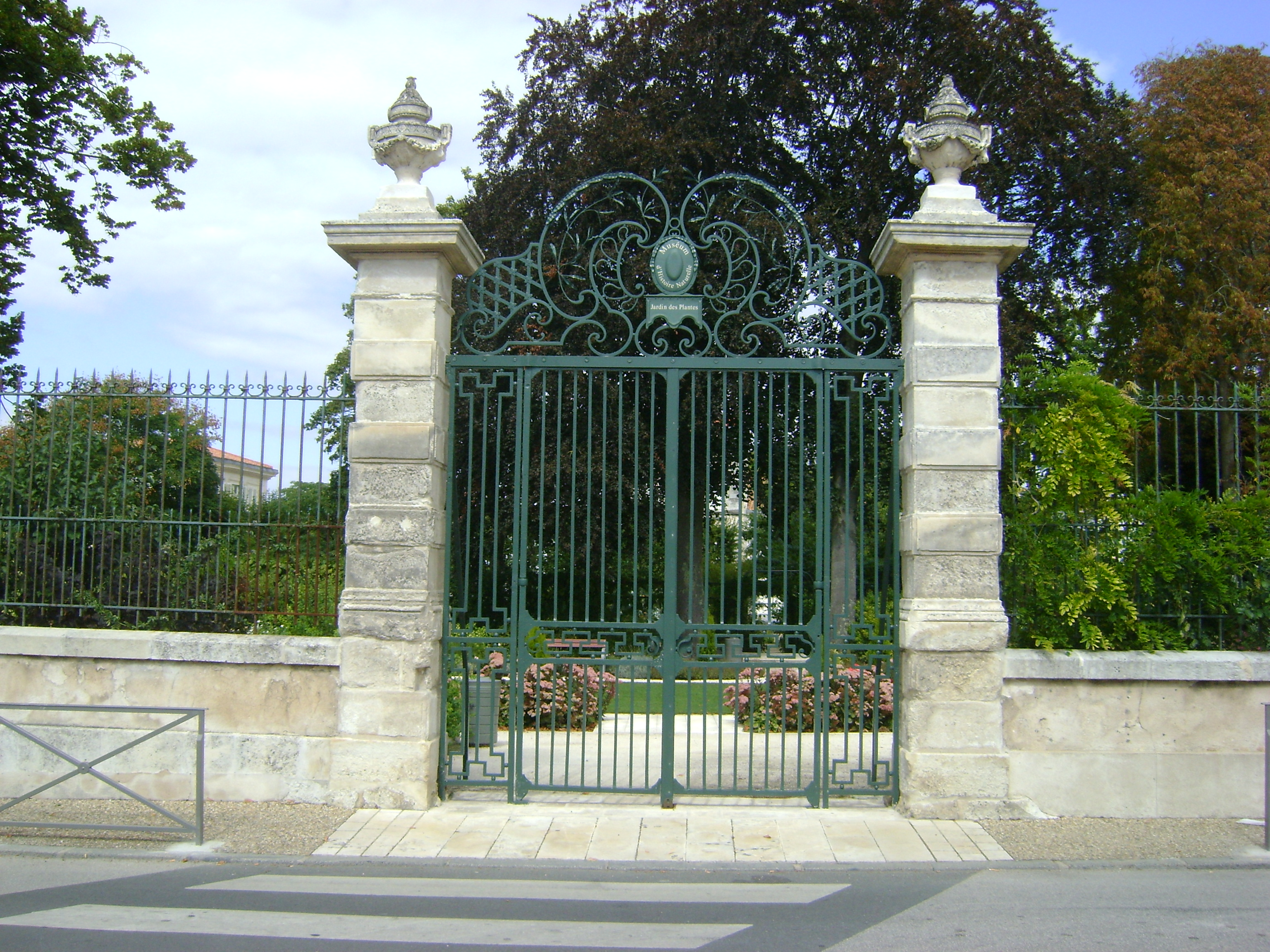
Entrée sur la rue d'Orbigny.
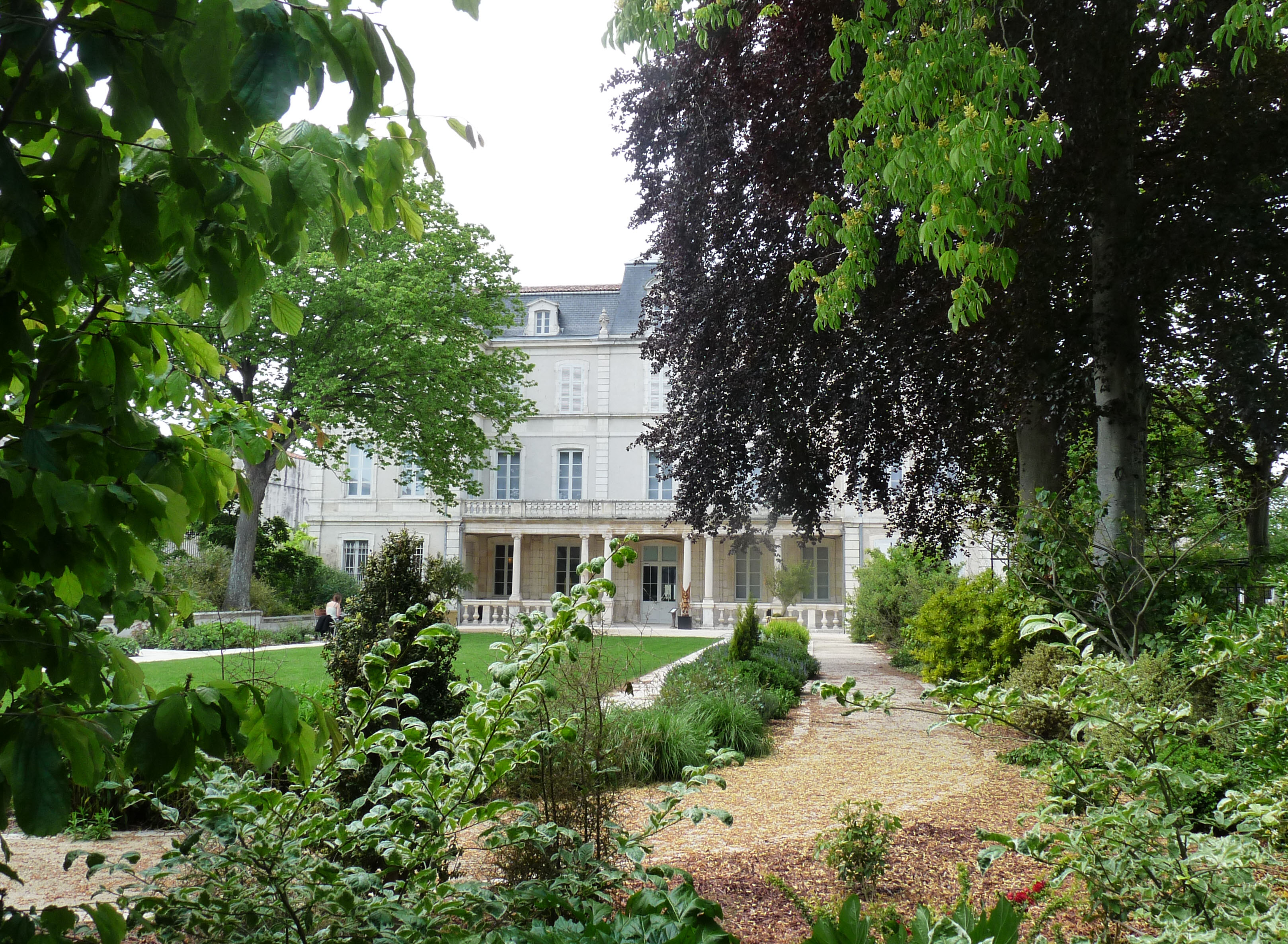
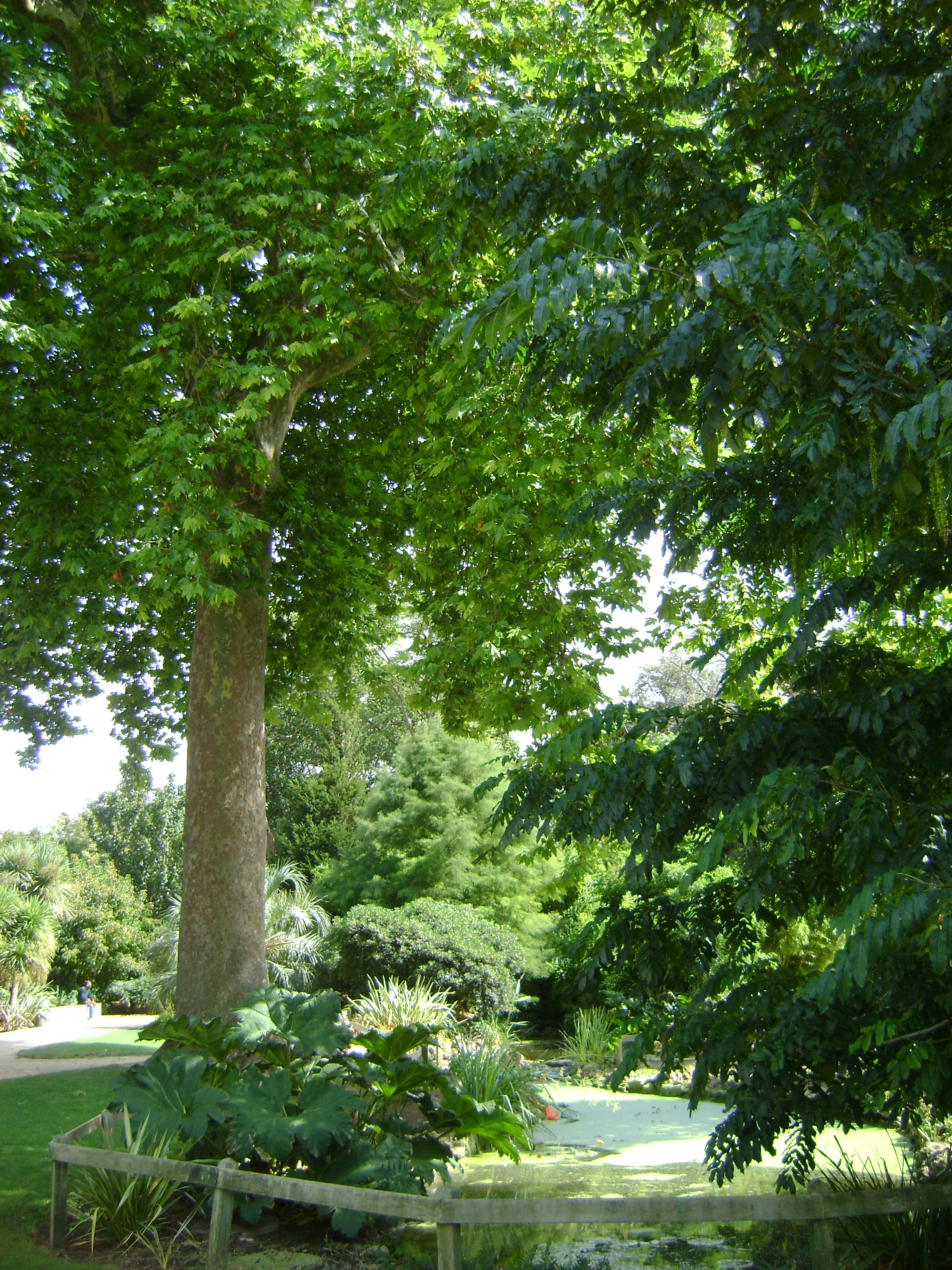
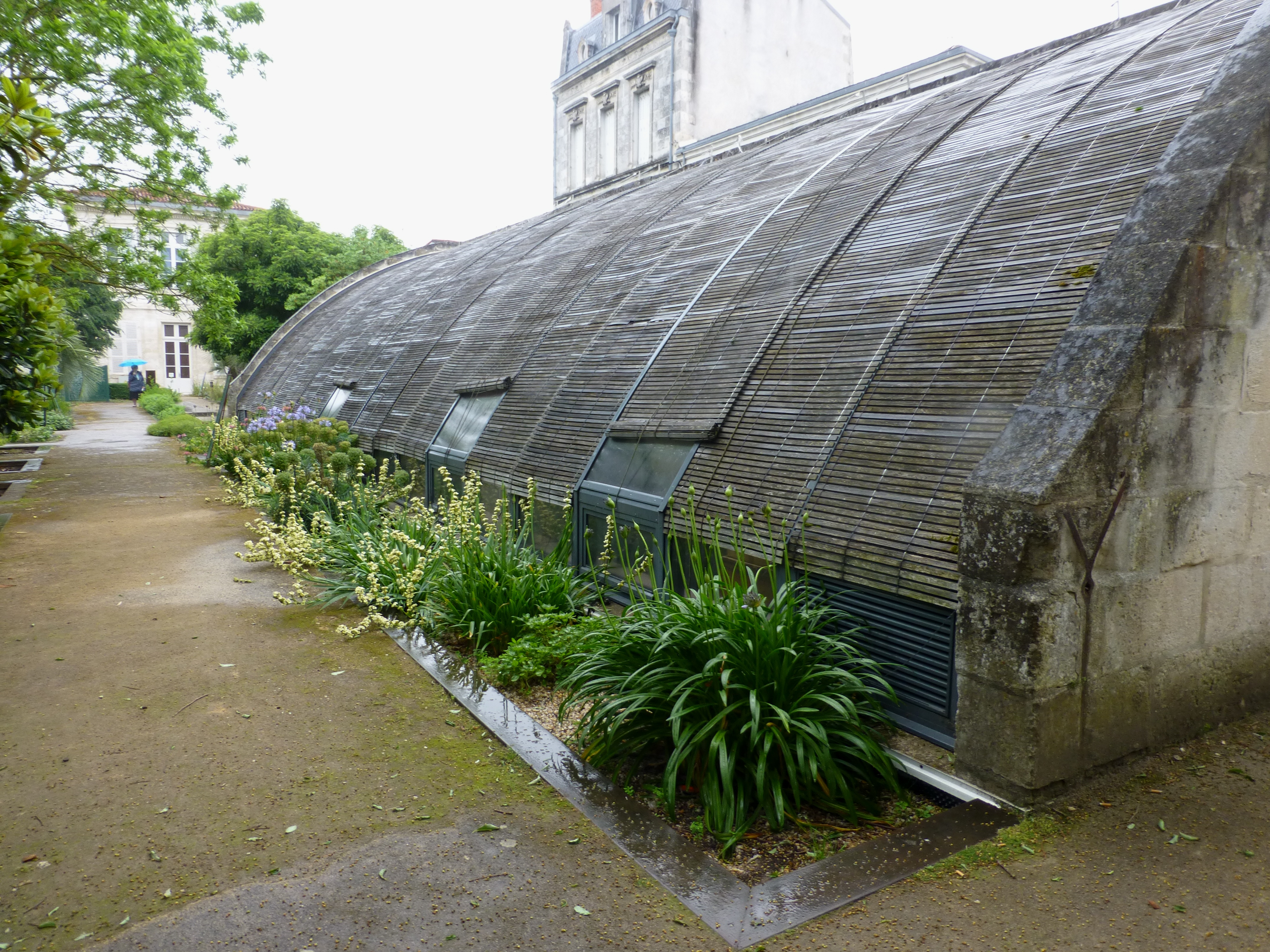
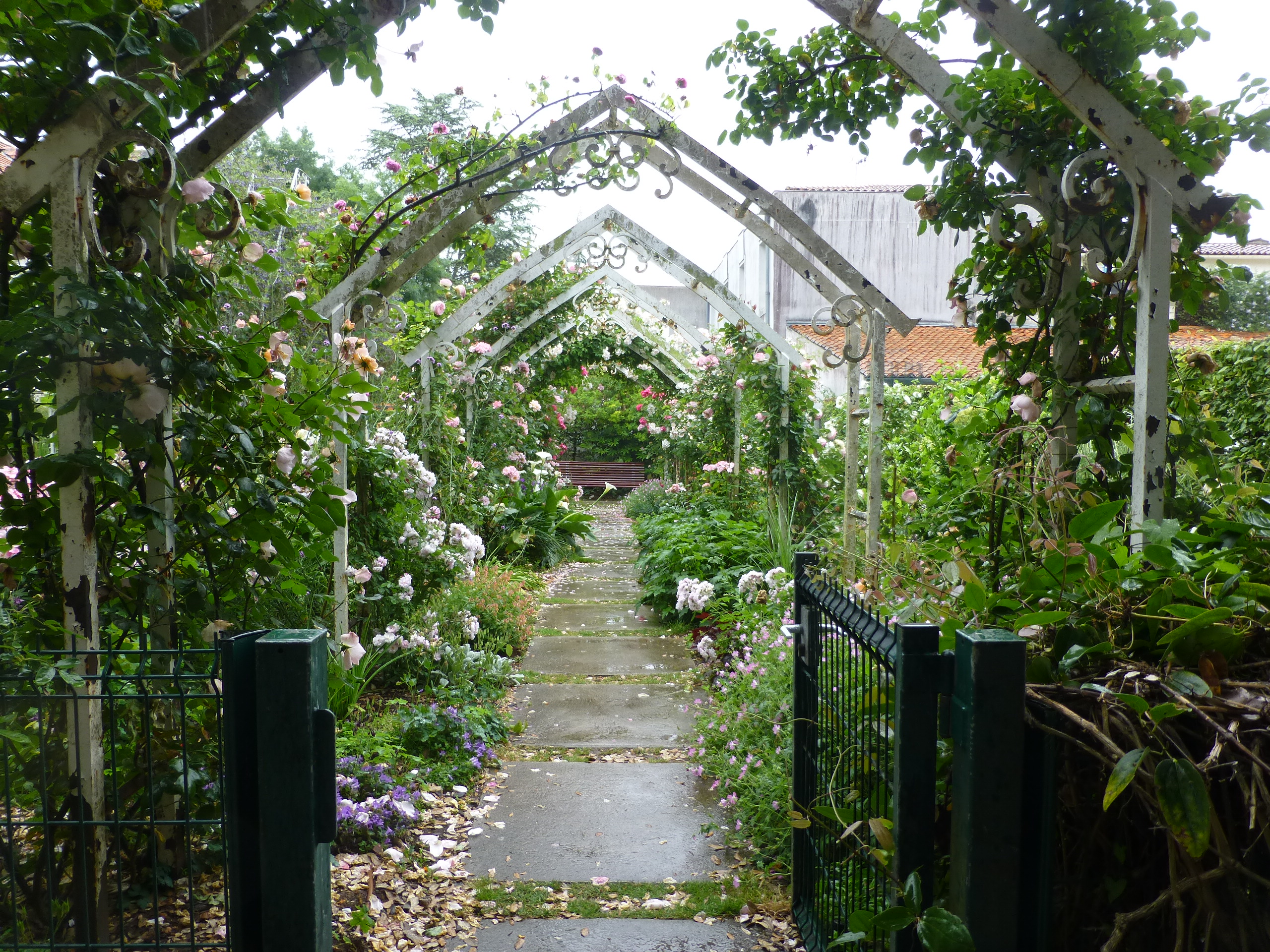
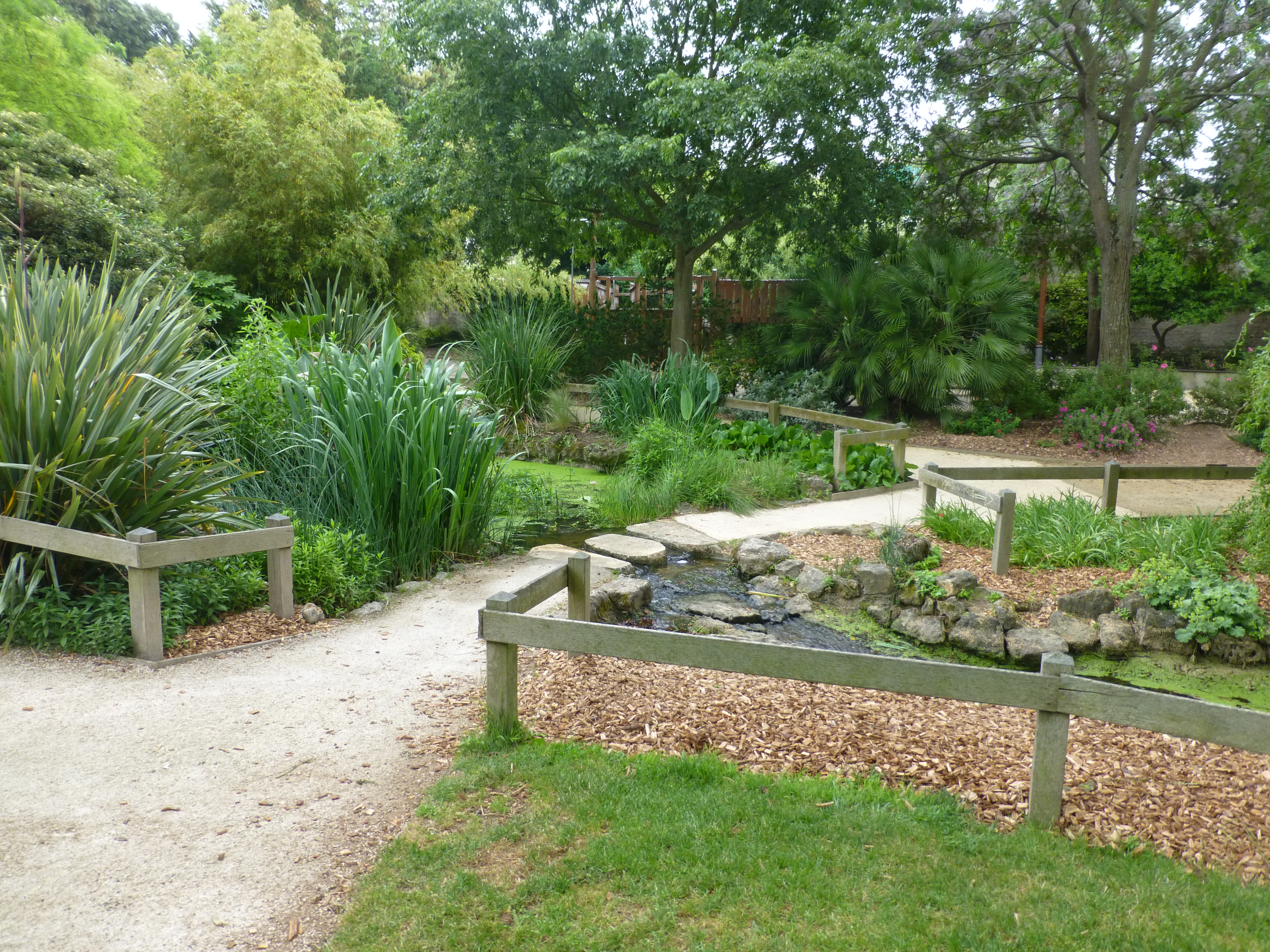